# Telstar (película)
Telstar (título original: Telstar: The Joe Meek Story) es una película británica de drama, biografía y musical de 2008, dirigida y escrita por Nick Moran, los protagonistas son Con O'Neill, Kevin Spacey, Pam Ferris y JJ Feild, entre otros. Este largometraje fue producido por Aspiration Films y se estrenó el 19 de junio de 2008.

## Sinopsis
Se da a conocer parte de la vida de Joe Meek, el extravagante productor musical y compositor de la década 1960, interesado en el universo, el ocultismo y la música electrónica.